# کارول براون (ورزشکار)
کارول براون (انگلیسی: Carol Brown؛ زادهٔ april ۱۹, ۱۹۵۳ (۷۱ سال)) ورزشکار روئینگ اهل ایالات متحده آمریکا است.
وی در مسابقات کشوری و بین‌المللی در مجموع برندهٔ ۳ مدال نقره، ۲ مدال برنز شده‌است.